# Axpo
Axpo AG, filiale di Axpo Holding e già Nordostschweizerische Kraftwerke (NOK), è un'azienda energetica svizzera che produce e vende energia in più di trenta paesi in Europa e negli Stati Uniti d'America. Il Gruppo Axpo, dopo la fusione con la partecipata EGL, è costituito da Axpo Power AG, Axpo Trading AG e Centralschweizerische Kraftwerke AG, con sede a Baden, in Svizzera, e impiega 4.500 dipendenti.

## Aree di attività
La società è impegnata nelle seguenti aree:
- dispacciamento e gestione dell'energia;
- vendita di energia elettrica e gas a grandi imprese, PMI e utenze domestiche;
- gestione di portafoglio energetico proprio e di imprese terze;
- ottimizzazione di impianti proprietari e di terzi;
- progetti di efficienza energetica.

## Infrastrutture
Axpo AG gestisce la centrale nucleare di Beznau e, parzialmente, le centrali nucleari di Leibstadt e di Gösgen, la diga del Limmern e la centrale idroelettrica di Wagital. L'attività comprende la produzione di energia elettrica e contratti di fornitura a lungo termine con produttori di energia elettrica e di gas naturale. L'azienda partecipa anche a progetti di realizzazione di impianti di produzione.
Insieme ai suoi partner, Axpo gestisce oltre 100 centrali elettriche, tra impianti idroelettrici, a biomasse e a energia nucleare. È il maggior produttore di energie rinnovabili in Svizzera.
Per quanto riguarda la produzione di energia eolica sono presenti strutture in Francia, Spagna, Italia e Nord Europa. La società detiene una quota del parco eolico Global Tech I, nel Mare del Nord, al largo delle coste della Germania. Nell'estate del 2015, il Gruppo Axpo ha annunciato l'acquisizione di Volkswind GmbH.

## Certificazioni
Nel 2017 Axpo ha raggiunto alcune tra le prime posizioni nella classifica europea dell’autorevole Risk and Energy Risk Commodity Rankings.
La società è stata nominata dagli operatori del settore energetico leader tra le aziende di power trading in Europa, posizionandosi nei primi posti della categoria Miglior Trader Gas.

## Axpo Italia
In Italia Axpo è attiva dal 2000, prima come EGL Italia SpA, in concomitanza con la liberalizzazione del mercato dell'energia elettrica. Nel 2012 il gruppo multinazionale EGL (Elektrizitäts-Gesellschaft Laufenburg) confluisce nella società controllante: EGL Italia assume pertanto la denominazione Axpo Italia SpA.
Axpo Italia è soggetta alla direzione e al coordinamento da parte di Axpo Trading ed è una consociata del gruppo svizzero.
Sul territorio italiano la società Axpo Group gestisce tre impianti di produzione di energia elettrica:
- Calenia Energia[10] (Sparanise, CE) ciclo combinato da 760 MW (85% Axpo, 15% Hera[11])
- Rizziconi Energia[12] (Rizziconi, RC) ciclo combinato da 760 MW (100% Axpo)
- Un terzo impianto a ciclo combinato da 760 MW a Ferrara è partecipato al 49% e viene gestito da ENI[13].

WinBis, società del gruppo, segue la gestione commerciale e operativa del parco eolico del Consorzio Energie Rinnovabili a Bisaccia (AV). L'impianto ha una potenza installata di 66 MW.
La sede legale di Axpo Italia SpA si trova a Roma.